# HEC-RAS
HEC-RAS, Hydrologic Engineering Centers River Analysis System (Système d'analyse des rivières du centre d'ingénierie hydrologique) est un logiciel de modélisation hydraulique destiné à simuler l'écoulement dans les cours d'eau et les canaux. Le modèle utilisé jusqu'à la version 5.0 était unidimensionnel, ce qui signifie qu'il n'existait pas de modélisation directe des variations hydrauliques dues aux changements de forme de la section transversale, à la présence de coudes ou autres aspects d'un écoulement 2D ou 3D. Depuis la version 5.0, il est possible de réaliser des modélisations 1D ou 2D de la rivière et des plaines d'inondation.
Le programme a été élaboré par le ministère américain de la Défense (corps du génie de l'armée des États-Unis)  dans le but de gérer les rivières, les ports et autres travaux publics relevant de leur compétence, il a été largement diffusé de par le monde depuis sa publication en 1995. Développé par l'Hydrologic Engineering Center (HEC) en Californie, ce système permet au génie hydraulique d'analyser les débits dans le lit des rivières et de déterminer les zones inondables. Il intègre de nombreux moyens de saisie de données, de composants d'analyse hydraulique, de stockage de données, d'édition de rapports sous forme de tables et de graphiques. 

## Caractéristiques du modèle

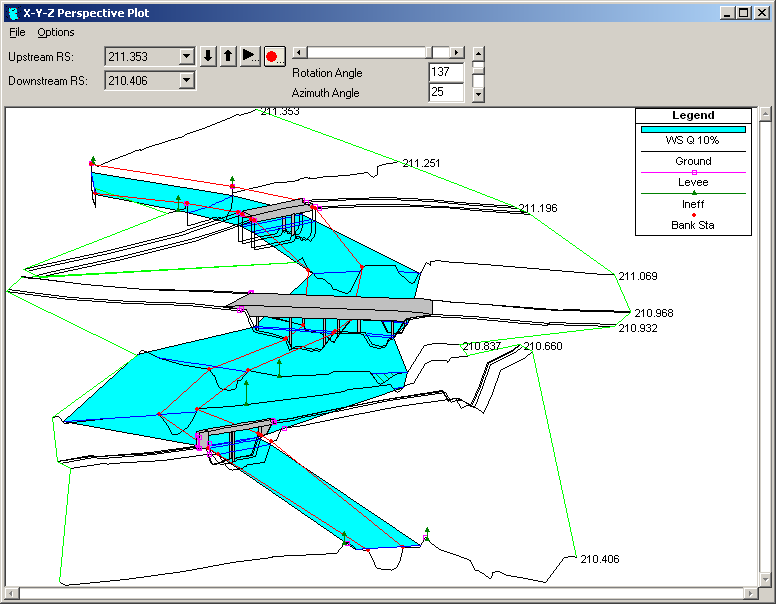
Exemple de modélisation avec HEC RAS

La procédure de base de calcul du logiciel HEC-RAS pour les écoulements permanents est basée sur la solution de l'équation de conservation de l'énergie à une dimension. Les pertes d'énergie sont évaluées par les frottements et les effets de contraction / expansion. L'équation de quantité de mouvement est également utilisée dans les situations d'écoulement rapidement varié, par exemple au niveau de ressauts hydrauliques, de ponts et de confluences.
Pour les écoulements non permanents, le logiciel résout  l'ensemble dynamique des équations de Saint-Venant par la méthode des différences finies. Ce module de résolution est adapté des travaux du Dr., Robert L. Barkau
HEC-RAS est capable de modéliser un réseau de chenaux, un système hydrographique dendritique ou une simple partie d'un cours d'eau. Certaines simplifications doivent être réalisées pour modéliser les situations d'écoulements complexes avec HEC-RAS. Il est capable de simuler divers régimes d'écoulement (subcritique, de transition, supercritique) en prenant en compte les effets de ponts et seuils. HEC-RAS permet également de simuler l'évolution de la qualité de l'eau, le transport sédimentaire les plaines d'inondation ou encore les ruptures de digue. Les calculs peuvent se réaliser pour des écoulements stationnaires (débits constant) ou suivant des hydrogrammes par exemple. Il est possible de simuler des canalisations en charge bien que ces capacités soient relativement limitées.

### Version 5
La nouvelle version de HEC-RAS permet de modéliser les écoulements bidimensionnels grâce à une modélisation 1D de la rivière couplée à une modélisation 2D des plaines d'inondations ou de tronçons des rivières. Il est également possible de simuler l'ensemble d'un système en 2D. Différents tests de performance du logiciel ont été effectués pour vérifier ses capacités.

## Utilisations

### Avantages
HEC-RAS bénéficie, grâce au soutien de l'US Army Corps of Engineers, d'améliorations continuelles et est reconnu par de nombreux organismes gouvernementaux et entreprises privées. HEC-RAS est un logiciel libre qui est dans le domaine public et est disponible en téléchargement gratuit sur le site de Hydrologic Engineering Center. Diverses entreprises privées sont associées en tant que « fournisseurs » officiels et offrent des prestations de conseil et des add-ons. Certains distribuent également le logiciel dans les pays où l'accès aux sites internets de l'armée américaine est restreint. Le téléchargement direct de HEC-RAS comprend une documentation complète permettant aux scientifiques et soldats du génie d'avoir peu de difficultés pour utiliser le logiciel.

### Inconvénients
Les défauts et les imperfections du programme HEC-RAS sont nombreux[précision nécessaire]. Il s’applique uniquement dans le cas des cours d’eau à faible pente. Pour les débits instationnaires une pente supérieure à 10 % peut en effet causer des instabilités. Enfin, d’autres limitations sont constatées comme pour un écoulement sous vanne de profondeur et quelques types d’écoulements non permanents.

## Extensions et programmes associés
- AutoCAD, RiverCAD : fonctions d'import des fichiers de modèle numérique de terrain (MNT) depuis AutoCAD
- HEC-GeoRAS : module d'import/export de données compatible avec le logiciel SIG ArcGIS

## Alternatives
- MASCARET (logiciel)
- BASEMENT
- MIKE 11
- MIKE 21